# Dinosaure (film, 2000)
Pour les articles homonymes, voir Dinosaure (homonymie).
Série Classiques d'animation Disney
Fantasia 2000
(1999) Kuzco, l'empereur mégalo
(2000)
Pour plus de détails, voir Fiche technique et Distribution.
Dinosaure ou Le Dinosaure au Québec (Dinosaur) est le 65e long-métrage d'animation des studios Disney et le 39e « Classique d'animation ». Sorti en 2000 et réalisé par Ralph Zondag et Eric Leighton, c'est le premier « classique » mélangeant images de synthèse (personnages) et prises de vues réelles (décors naturels).

## Synopsis
La Terre, il y a 65 millions d'années. Une colonie de lémuriens menant une existence paisible sur une île paradisiaque découvre par hasard un œuf de dinosaure. Lorsque la coquille se fissure, c'est un petit iguanodon qui en sort... Les lémuriens le recueillent et le baptisent Aladar. Celui-ci grandit parmi eux, avec pour famille adoptive un vieux lémurien, Yar, une mère adoptive, Plio, et deux jeunes lémuriens, Zini et Suri. Un jour, pendant une pluie de météores, une météorite détruit l'île et contraint tout le monde à l'exil. 
Ils trouvent refuge auprès d'un groupe de dinosaures voyageant à la recherche de la Terre des nids. Aladar se lie d'amitié avec deux vieux dinosaures femelles : Baylene, une brachiosaurus, et Eema, une styracosaurus, elles-mêmes accompagnés par Url, un ankylosaurus aux allures de chien fou. Aladar rencontre peu après Neera, une femelle, la première iguanodon qu'il ait jamais rencontré ; il en tombe rapidement amoureux. Mais très vite, Aladar se heurte à Kron, frère de Neera, qui a pris la tête de la troupe et se révèle vite d'un tempérament brutal. Kron ne se préoccupe guère d'assurer la survie des plus faibles. Affamée, menacée par les terrifiants carnotaures et secouée par des dissensions internes, la troupe n'a que peu d'espoir de survie. À moins d'accepter d'écouter Aladar.

## Fiche technique
- Titre original : Dinosaur
- Titre français : Dinosaure
- Titre québécois : Le Dinosaure
- Réalisation : Ralph Zondag et Eric Leighton
- Scénario : Walon Green, John Harrison et Robert Nelson Jacobs d'après une histoire originale de Thom Enriquez, John Harrison, Ralph Zondag et Robert Nelson Jacobs
- Direction artistique : Cristy Maltese
- Architecte de plateau (production designer) : Walter Martishius
- Animation :
  - Conception des personnages : Ricardo Delgado, Mark Hallett, David Krentz, Ian Gooding et Doug Henderson
  - Supervision : Marck Anthony Austin, Trey Thomas, Tom Roth, Bill Fletcher, Larry White, Eamonn Butler, Joel Fletcher, Dick Zondag, Michael Belzer, Gregory William Griffith et Atsushi Sato
  - Animation des personnages : Jason Anastas, Jay Davis, Amy McNamara, Darrin Butters, Chad Ferron, Eric Strand, Greg Maguire, Sean Mahoney, Luci Napier, Peter Lepeniotis, Christopher Oakley, Les Major, Yuriko Senoo, Alex Tysowsky, Sheryl Sardina Sackett, Henry Sato Jr., Doug Bennett, Jason Ryan, Rebecca Wilson Bresee, Sandra Maria Groeneveld, Tony Smeed, Owen Klatte, Brian Wesley Green, Darrin Butts, James Michael Crossley, Angie Glocka, Bobby Beck, Stephen Buckley, Kent Burton, Don Waller, Chris Hurtt et Paul Wood
  - Effets spéciaux : Neil Krepela (en) (supervision)
  - Effets numériques : Neil Eskuri (supervision)
- Image : David R. Hardberger et S. Douglas Smith (prises de vues réelles)
- Son : Christopher Boyes (supervision)
- Montage : H. Lee Peterson, assisté de Mark Hester
- Musique : James Newton Howard
  - Orchestrations : Brad Dechter, Jeff Atmajian et James Newton Howard
  - Chansons : Orange Blue et Fahrenheit
  - Arrangements vocaux : Lebo M
- Production : Pam Marsden ; Baker Bloodworth (coproducteur)
- Société de production : Walt Disney Pictures
- Société de distribution : Buena Vista Pictures Distribution
- Budget : 200 millions de dollars américains[1]
- Format : Couleurs - 35 mm - 1,85:1 - Dolby Digital - SDDS - DTS
- Durée : 79 minutes
- Dates de sortie : 
  - États-Unis : 13 mai 2000
  - France : 29 novembre 2000

Note: La liste des « crédités » au générique étant trop longue pour être citée in extenso ici, nous n'avons repris que les principaux contributeurs.

## Distribution

### Voix originales
- D. B. Sweeney : Aladar
- Max Casella : Zini
- Alfre Woodard : Plio
- Ossie Davis : Yar
- Hayden Panettiere : Suri
- Samuel E. Wright : Kron
- Julianna Margulies : Neera
- Peter Siragusa : Bruton
- Joan Plowright : Baylene
- Della Reese : Eema
- Michael T. Weiss : Creto

### Voix françaises
- Bruno Choël : Aladar
- Jamel Debbouze : Zini
- Micky Sébastian : Plio
- Med Hondo : Yar
- Marie Sambourg : Suri
- Richard Darbois : Kron
- Ninou Fratellini : Neera
- Marc Alfos : Bruton
- Lily Baron : Baylene
- Perrette Pradier : Eema

### Voix québécoises
- Patrice Dubois : Aladar
- Michel Charette : Zini
- Nathalie Coupal : Plio
- Hubert Fielden : Yar
- Sandrine Sauvé-Chauveau : Suri
- Yves Corbeil : Kron
- Hélène Mondoux : Neera
- Raymond Cloutier : Bruton
- Béatrice Picard : Baylene
- Madeleine Arsenault : Eema
- Joël Legendre : dinosaure dévoré par le Carnotaure

## Sorties cinéma
Sauf mention contraire, les informations suivantes sont issues de l'Internet Movie Database.
- États-Unis : 13 mai 2000 (première), 19 mai 2000 (nationale)
- Singapour : 25 mai 2000
- Australie : 15 juin 2000
- Malaisie : 15 juin 2000
- Nouvelle-Zélande : 15 juin 2000
- Indonésie : 20 juin 2000 (Jakarta)
- Mexique : 25 juin 2000 (première), 7 juillet 2000
- Israël : 29 juin 2000
- Brésil : 30 juin 2000
- Venezuela : 5 juillet 2000
- Argentine : 6 juillet 2000
- Hong Kong : 13 juillet 2000
- Pérou : 13 juillet 2000
- Corée du Sud : 15 juillet 2000
- Taïwan : 15 juillet 2000
- Philippines : 5 septembre 2000 (Davao)
- Royaume-Uni : 13 octobre 2000
- Norvège : 20 octobre 2000	(Bergen International Film Festival), 17 novembre 2000
- Inde : 27 octobre 2000
- Belgique : 1er novembre 2000
- République tchèque : 9 novembre 2000
- Suisse : 9 novembre 2000, 16 novembre 2000 (germanophone)
- Espagne : 14 novembre 2000
- France : 15 novembre 2000 (limité), 29 novembre 2000
- Allemagne : 16 novembre 2000
- Danemark : 17 novembre 2000
- Finlande : 17 novembre 2000
- Suède : 17 novembre 2000
- Pays-Bas : 23 novembre 2000
- Grèce : 24 novembre 2000
- Islande : 24 novembre 2000
- Pologne : 24 novembre 2000
- Portugal : 24 novembre 2000
- Hongrie : 30 novembre 2000
- Italie : 1er décembre 2000
- Slovénie : 7 décembre 2000
- Estonie : 8 décembre 2000
- Japon : 9 décembre 2000
- Turquie : 19 janvier 2001
- Égypte : 31 janvier 2001
- Koweït : 31 janvier 2001

## Sorties vidéo
- 23 novembre 2001 : DVD
- 4 avril 2007 : Blu-Ray

## Conception du film

### Concept
À l'origine, Dinosaure devait être un film muet proche de La Guerre du feu, écrit par Walon Green, scénariste de La Horde sauvage et Le Convoi de la peur, et réalisé par Paul Verhoeven. Les studios Disney, inquiets du résultat, préfèrent mettre fin au projet. Ce n'est que douze ans plus tard qu'il reparaît, sous la forme inattendue d'un film d'animation familial.
Environ 900 personnes sont employées pour travailler sur le film.

### Animation
Le film mêle des prises de vue réelles pour les décors et une animation en images de synthèse pour les personnages. Il s'agit du premier long métrage produit par les studios d'animation Disney à employer cette technique (dans le cas des tout premiers films d'animation intégralement en images de synthèse, produits par les studios Pixar, Disney n'en avait assuré que la distribution).

### Musique
La musique du film est composée par James Newton Howard. Au cours des années suivantes, Howard est de nouveau sollicité par Disney pour la musique des "classiques" suivants : Atlantide, l'empire perdu en 2001, La Planète au trésor en 2002.
La chanson du générique de fin, Can Somebody Tell Me Who I Am, est composée et interprétée par le groupe allemand Orange Blue.

### Budget
Le budget de production final de Dinosaure s'élève à 200 millions de dollars américains. Cela en fait l'un des films les plus chers de l'histoire du cinéma à son époque.
S'y ajoute le budget de distribution et de publicité, qui s'élève à environ 50 millions de dollars américains pour un film d'animation Disney.

## Accueil

### Critiques de presse

#### En France
Le journal Libération fait l'éloge des qualités visuelles du film, évoquant un « réalisme stupéfiant » et un premier quart d'heure d'« éblouissement inouï », mais se montre beaucoup plus réservé vis-à-vis de l'intrigue et des dialogues, déplorant un anthropomorphisme qui « sonne d'autant plus faux qu'il gâche la grande beauté sauvage reconstituée ». Le Monde loue également un « réalisme saisissant », mais regrette que le scénario « recycle des archétypes maison. ».

### Distinctions
- James Newton Howard a reçu un ASCAP Award pour la composition de la bande originale du film[6].

## Analyse

### Les dinosaures au cinéma
C'est en 1905 qu'apparaît l'un des premiers dinosaures à l'écran dans Prehistoric Man. En 1915, Willis O'Brien entame ses premiers essais avec des créatures préhistoriques. Ses créations, utilisées par Harry Hoyt en 1925 dans Le Monde perdu, marquent une nouvelle étape dans la carrière cinématographique des dinosaures.
Dès lors, on en voit de plus en plus à l'écran : King Kong (1933), One Million B.C. (1940), Le Monstre des temps perdus (1953), Voyage au centre de la Terre (1959), Le Sixième Continent (1975), sans oublier Jurassic Park (1993) et Le Monde perdu : Jurassic Park (1997).
Le film Dinosaure utilise le même principe que la série documentaire britannique de la BBC Sur la terre des dinosaures créée par Tim Haines, et qui mélange images de synthèse (pour les personnages) et prises de vues réelles (pour les décors naturels). Sur la terre des dinosaures sort au début de l'année 2000. Fin 2000, au moment où sort Dinosaure de Disney, Jurassic Park III est en tournage.
Dans le domaine du cinéma d'animation, les dinosaures sont apparus très tôt avec, dès 1914, le court métrage de dessin animé Gertie le dinosaure réalisé par Winsor McCay. Au moment où sort Dinosaure, le thème a été abordé brièvement par les studios Disney dans l'une des séquences du film d'animation musical Fantasia en 1940. Mais les studios Disney ne lui ont jamais consacré un film entier jusqu'à Dinosaure. Le sujet a été traité principalement par Le Petit Dinosaure et la Vallée des merveilles, réalisé par Don Bluth et produit par Steven Spielberg, sorti en 1988.

### Liste des espèces mises en scène dans le film
Malgré de fortes incohérences d'ordre historique et graphique, les personnages de ce film sont tous basés sur des animaux ayant réellement existé.
Les espèces apparaissant dans le film sont les suivantes :
- Iguanodon
- Parasaurolophus
- Brachiosaurus
- Oviraptor
- Microceratus
- Pachyrhinosaurus
- Carnotaurus
- Talarurus
- Velociraptor
- Styracosaurus
- Ankylosaurus
- Struthiomimus
- Stygimoloch
- Longisquama
- Geosternbergia
- Koolasuchus
- Ichthyornis
- Lémur

## Adaptations
Le jeu vidéo Dinosaure adapté du film est édité par Ubisoft. Il sortit en 2000 sur Windows, Dreamcast, PlayStation, PlayStation 2 et Game Boy Color.